# Bias Fortes
Bias Fortes este un oraș în unitatea federativă Minas Gerais (MG), Brazilia.